# Општина Варварин
Општина Варварин је општина у Расинском округу у средишњој Србији. Средиште општине је град Варварин. Према подацима са последњег пописа 2022. године у општини је живело 14.217 становника (према попису из 2011. било је 17.966 становника).

## Географске карактеристике

### Географски положај
Територија општине Варварин захвата највећи део знатно пространије регије Темнић, смештене између Великог и Западног Поморавља. У ужем смислу, њој припадају јужни и југоисточни делови планине Јухор, источни обронци Гледићких планина, те делови алувијалних равни на левим обалама Велике и Западне Мораве. Гледано шире, међутим, овај простор захвата најјужнији део Шумадије, јужни део горњевеликоморавске котлине и крајњи источни део западноморавске котлине. Из овакве територијалне припадности наведеним географским целинама проистиче централна позиција територије општине Варварин у односу на целокупан простор Републике Србије. У административно-регионалној подели територије Србије ова општина припада Расинском округу.
Простор који припада општини Варварин на истоку и југоистоку скоро у потпуности је омеђен природним границама — коритом Велике Мораве (делом старим током) и Западне Мораве (према Ћићевцу). Остали део границе има чисто административни карактер и дели ову општину од суседних општина — Параћина, Јагодине и Рековца на североистоку, северу и северозападу, Трстеника на западу и Крушевца на југу. Овако просторно дефинисана, територија општине Варварин захвата површину од 249 km², што чини 4,7% површине округа коме припада (5.336 km²). Према попису из 2002. године, на овом простору живи 20.066 становника (7,7% становника округа — 258.983 становника), размештених у 20 сеоских насеља и у граду Варварину као административном, привредном, образовном, културном, здравственом и саобраћајном центру општине.

### Рељеф
По величини територије и по броју становника општина Варварин спада у мање општине Србије, а по морфолошкој структури рељефа у мање сложене. Већи део територије ове општине лежи у долинској равни Велике Мораве и њене притоке Каленићке реке, са просечном надморском висином око 140 m. Западни део територије чини издигнутије побрђе Темнића, а на северозападном и северном делу терен се постепено издиже у блаже падине, па у стрмије планинске стране Јухора. Тако су на територији ове општине заступљене три морфолошки и висински различите просторне целине, од којих је долинска раван Велике Мораве најпространија, а планински део Јухора најмањи део територије.
На настанак и обликовање оваквог рељефа главни утицај имали су тектонски односи, речна ерозија и денудација. Констатоване су главне раседне попречне линије долином западне Мораве и Каленићке реке и уздужна раседна линија на источним падинама Јухора. Пространа долинска раван Велике Мораве је остатак дна неогеног језера. У њему су у постјезерској фази усекле своја корита Велика Морава и Каленићка река. Десна обала Мораве је јаче еродирана и снижена. Природни ток реке на овом сектору пун је меандара и мртваја који су регулацијом реке претежно исушени, а уз корито је ниска алувијална тераса. Зато је подлога алувиона речног корита различитог састава, од шљунка, песка и муљевитих алувијалних седимената у мртвајама. Главни део долинског дна неогеног језера остао је са леве стране Мораве, а изнад леве обале одржала се врло очувана тераса од Бошњана до Обрежа, просечне висине око 20 — 25 m, на југу па јој висина постепено опада и ишчезава непосредно на крају атара Обрежа, што је потврда усецања реке по дну некадашњег језера. Подлогу ове долинске равни чине неогени језерски седименти са песковима и глинама на којима су развијена дубока и плодна земљишта, претежно са смоницама.
Мањи западни део територије представљен је издигнутим ниским побрђем Темнића. Ово побрђе засечено је на северном делу клисуром Каленићке реке и природно одвојено од планинског подручја Јухора. Планина Јухор, као и подручје Темнића, представљају остатке старе громадне Родопске планинске масе, палеозојске старости, па су у геолошком саставу највише заступљени кристаласти шкриљци, углавном гнајсеви, амфиболити, пешчари и понегде кварцни песак и бентолити. Зато су и облици рељефа са оваквим геолошким саставом мање разуђени. У вишим деловима терени су заобљених врхова и стрмијих страна, а у нижим деловима претежно заталасани и малих нагиба. Отуда је и побрђе Темнића благо рашчлањено плитким долинама речица и потока, а између њих се извијају косе и превоји, па у целини подручје има облик ниске дисециране површи која је нагнута од севера ка југу и постепено прелази у ниже Темнићко поље. Ова површ представља и крајњи југоисточни обод Шумадије.
На северозападу, од клисуре Каленићке реке, и на северу општине терен се, прво постепено, па онда стрмије издиже у планинско подручје Јухора. Захвата његове јужне и југозападне делове до темена планинског била (кота 734 m), па затим узани појас планинског била до највишег врха планине — Велики ветрен (775 m). Пошто су ово главни и доминантни положаји овог планинског венца, са њега се отварају и најбољи видиковци ове планине, у односу на окружење.
На заравнима и удолинама темнићке површи, под утицајем подлоге, хидролошких и климатских фактора формирана су доста плодна земљишта, углавном, типа гајњача, веома погодна за пољопривредне културе. Међутим, на планинском подручју Јухора, због стрмијих страна и јачег спирања,
Заступљена су осиромашена и плитка скелетоидна земљишта, углавном под шумским биљним покривачем.
Разлике у рељефу и саставу земљишта највише су утицале на одлике вегетације, а густина насељености и начини обраде земљишта на степен измењености флоре и деградацију појединих предела. У рељефу су издиференцирана три типа предеоних морфолошких целина. То су:
- Ниска долинска раван Велике и Западне Мораве, чији је главни део на левој страни Велике Мораве и у доњем току њене притоке Каленићке реке;
- Простране, заталасане и денивелисане заравни Темнића (који припада ивичном делу Шумадије) до 503 m надморске висине (изнад Мале Крушевице). Подручје је према југу нагнуто и постепено прелази у Темнићко поље. Ове заравни су на северном делу оивичене Каленићком реком;
- Северно од Каленићке реке и села Орашје и Избеница уздиже се трећа и најмања брдско планинска целина јужног дела Јухора. Захвата ужи појас издигнутог побрђа, висине изнад 400 m и стрмије планинске стране Јухора до његовог развршја (кота 734 m) и највишег врха Велики ветрен (775 m).

### Клима
На овим просторима Поморавља и Шумадије влада континентална умерено топла клима, са прелазним утицајима котлинске — топлије и сувље климе, код које су средње јануарске температуре испод -1°C, а лета топла. У вишим ободним деловима клима је нешто свежија, лета мање топла, у августу и септембру сува, а зиме хладније са негативним просечним јануарским температурама.
С обзиром да у Варварину не постоји метеоролошка станица, за сагледавање климатских елемената на територији општине коришћени су подаци метеоролошких станица у Ћуприји и Крушевцу, тако да они имају улогу оријентационих показатеља, са приближно једнаким вредностима за територије све три општине.
|          | Јануар | Фебруар | Март | Април | Мај  | Јун  | Јул  | Август | Септембар | Октобар | Новембар | Децембар | Годишње |
| -------- | ------ | ------- | ---- | ----- | ---- | ---- | ---- | ------ | --------- | ------- | -------- | -------- | ------- |
| Ћуприја  | -0,8   | 0,8     | 5,6  | 11,7  | 16,8 | 20,1 | 22,2 | 21,4   | 17,4      | 11,9    | 6,6      | 1,8      | 11,3    |
| Крушевац | -1,0   | 0,8     | 5,8  | 11,5  | 16,4 | 20,0 | 22,0 | 21,4   | 17,4      | 11,7    | 6,7      | 1,8      | 11,2    |

Из ове табеле види се да се средње јануарске температуре крећу до -1°C, што је показатељ умерено хладних зима. Средње месечне температуре највише су у јулу и у августу — између 21 и 22°C, што показује да су лета на овом простору доста топла.
Годишње количине падавина су релативно мале, око 620 mm. То је одлика читавог Поморавља и југоисточног дела Шумадије, коме припада и територија ове општине. Овде је заступљен континентални плувиометријски режим, са најмање падавина у зимском периоду, односно у фебруару и марту, а највише у мају и јуну (што се види из наредне табеле). Мада је мала годишња количина падавина, њихов месечни распоред је повољан за пољопривреду, јер највише падавина излучи се у пролећним и летњим месецима, односно у периоду најинтензивнијег вегетационог циклуса. 
|          | Јануар | Фебруар | Март | Април | Мај | Јун | Јул | Август | Септембар | Октобар | Новембар | Децембар | Годишње |
| -------- | ------ | ------- | ---- | ----- | --- | --- | --- | ------ | --------- | ------- | -------- | -------- | ------- |
| Ћуприја  | 42     | 35      | 37   | 53    | 83  | 68  | 56  | 47     | 46        | 53      | 48       | 51       | 619     |
| Крушевац | 41     | 35      | 37   | 54    | 82  | 74  | 59  | 46     | 40        | 56      | 55       | 47       | 626     |

С обзиром на мале количине укупних падавина у зимском периоду, мале су и снежне падавине. Средња максимална висина снежног покривача износи око 20 cm, али је његово задржавање мало. Средњи годишњи број дана са снежним покривачем од 10 cm креће се од 20 до 40 дана, а висине од 30 cm не задржава се у просеку дуже од 5 дана.
Влажност ваздуха, као и остали климатски елементи, може се пратити посредно преко података са метеоролошких станица Ћуприје и Крушевца, мада су за Варварин, с обзиром на отвореност долине Велике Мораве и положај града, меродавнији климатски подаци за Ћуприју. 
|          | Јануар | Фебруар | Март | Април | Мај | Јун | Јул | Август | Септембар | Октобар | Новембар | Децембар | Годишње |
| -------- | ------ | ------- | ---- | ----- | --- | --- | --- | ------ | --------- | ------- | -------- | -------- | ------- |
| Ћуприја  | 84     | 83      | 78   | 71    | 69  | 66  | 69  | 72     | 70        | 78      | 78       | 84       | 75      |
| Крушевац | 88     | 87      | 80   | 72    | 68  | 66  | 66  | 70     | 69        | 76      | 78       | 83       | 75      |

Као што се из претходне табеле види, средња годишња влажност ваздуха је доста висока и износи 75%, на шта има утицај долинско-котлински положај ових места. Истина, највећа влажност ваздуха је у зимским месецима (83 — 84%), а најмања у летњим (66 — 70%), што је повољно за летњи туризам, јер сувљи ваздух смањује летњу оморину и чини овај простор климатски погоднијим за туристички боравак у овом периоду године.
Облачност је, такође, један од значајнијих климатских елемената, јер утиче на ниво осунчања, количину падавина и колебање температуре. Изражава се у десетинама покривености неба. 
|          | Јануар | Фебруар | Март | Април | Мај | Јун | Јул | Август | Септембар | Октобар | Новембар | Децембар | Годишње |
| -------- | ------ | ------- | ---- | ----- | --- | --- | --- | ------ | --------- | ------- | -------- | -------- | ------- |
| Ћуприја  | 7,1    | 8,4     | 7,5  | 6,2   | 5,1 | 4,3 | 3,9 | 3,7    | 3,8       | 5,7     | 4,4      | 6,9      | 5,6     |
| Крушевац | 7,4    | 8,5     | 7,9  | 7,0   | 7,9 | 4,5 | 3,8 | 4,4    | 3,8       | 6,0     | 7,9      | 7,1      | 5,8     |

Из података изложених у претходној табели види се да је просечна годишња облачност 5,7 десетина, што представља умерену облачност. Међутим, годишњи ток облачности врло је променљив, од високе облачности у зимском периоду (7 — 8,4) до врло мале облачности од јуна до септембра (3,7 — 4,3).

### Хидрографија
У хидрографској мрежи општине Варварин главни водени токови су Велика Морава, Западна Морава и Каленићка река, која се улива у Велику Мораву у самом граду. Од мањих речних токова Западна Морава прима Вратарску реку у коју се улива Залоговачки поток, а Каленићка река прима Церничку и Избеничку реку. Велика Морава на овом сектору нема притока.
Западна Морава на свом граничном делу од десетак километара, до састава са Јужном Моравом, има одлике равничарске реке ниских обала. 
| Станица  | Јануар | Фебруар | Март | Април | Мај | Јун | Јул | Август | Септембар | Октобар | Новембар | Децембар |
| -------- | ------ | ------- | ---- | ----- | --- | --- | --- | ------ | --------- | ------- | -------- | -------- |
| Варварин | 234    | 356     | 403  | 440   | 360 | 228 | 129 | 86     | 72        | 111     | 134      | 213      |
| Јасика   | 113    | 177     | 193  | 193   | 186 | 105 | 77  | 44     | 38        | 54      | 81       | 103      |

Велика Морава, као највећа национална река, чини водопривредни, енергетски и рекреативно-туристички потенцијал који се мало користи, а на овом делу тока најмање. Она је већ од састава двеју Морава велика река, ширине корита око 100 m, брза река променљивог протицаја и доста бујичава, нарочито у периоду великих вода, крајем зиме и у току пролећа.
Каленићка река извире са Гледићких планина на око 900 m надморске висине. Дуга је око 37 km, а улива се у Велику Мораву код Варварина (на L30 m). Већим делом тока река припада овој општини. Пресеца површ Темнића и одваја га од падина Јухора, образујући клисурасту долину све до Орашја, где улази у долинску раван Велике Мораве. До Орашја тече као бистра, брза и бујичава река великог пада, а од Орашја постаје мирна река. У доњем току прима Церничку реку са Темнића и Избеничку реку са Јухора. Клисура Каленићке реке обрасла је шумском вегетацијом која формира пејзажно леп амбијент. Она је, међутим, река малог протицаја воде, па јој и средњи годишњи протицај код ушћа износи око 1 m/s, а најмањи је у августу и септембру.

#### Минерална вода „СОКО“
У оквиру хидрографских објеката посебну пажњу завређује појава минералне воде, позната под називом „Соко вода“. Наиме, у атару села Орашје, непосредно испод подножја Јухора, налази се извориште минералне воде на надморској висини од 220 m. По геолошком саставу овај локалитет је састављен од стена које чине основну геолошку грађу планинске масе Јухора, а то су старе палеозојске шкриљасте стене гнајсева, микашиста, амфиболита, лискуновитих и сличних стена. Извориште минералне воде у овим стенама лежи испод глиновито-песковитих квартарних наслага дебљине око 10 m, а на контакту ових стена са неогеним наслагама моравске долинске равни. Утврђено је да контактну зону ових различитих стена (шкриљаца и неогена) пресецају раседне линије различитих праваца, тако да за ове раседе геолози везују појаву минералне воде у Орашју, као и у селу Својнову на источним падинама Јухора.
Ова вода сврстава се у групу хладних калцијум-магнезијум-хидрокарбонатних-угљенокиселих минералних вода, температуре од 12-140C, укупне минерализације 0,8 — 1,4 g/l и pH вредности од 6,08. Садржај CO2 у води износи 1,1 g/l, а садржај радиоактивних елемената је низак. Почеци експлоатације ове воде датирају још од 1929. године, тако да се она сматра једном од најстаријих минералних вода на територији Србије која је флаширана и која је добила ширу тржишну употребу (коришћена је и на Двору у Београду). Још 1932. године краљ Александар I Карађорђевић прогласио је ову воду за опште корисну лековиту минералну воду.
Вода се добија из каптираног бунара (лоциран поред црквеног дворишта), устаљеног капацитета око 1 l/s. Међутим, на простору изворишта, после Другог светског рата, два пута су вршена истраживања бушењем више бушотина, од којих су две дубље (37 и 40 m). Затим, почетком 90-их година изведене су 3 дубоке бушотине до 150, 200 и 300 m дубине, али је издашност тих бушотина била мала, од 0,1 до 0,3 l/s. То значи да треба рачунати са постојећим капацитетом од 1 l/s.
Анализом физичко-хемијског састава воде, коју је извршио 1997. године Завод за заштиту здравља Србије „Др Милан Јовановић — Батут“ утврђено је присуство следећих елемената (мерено у g/l воде): натријума 34,80, калијума 9,28, калцијума 159,18, магнезијума 60,00, селена 0,0014, бикарбоната 579,00, хлорида 25,00, сулфата 134,00 и флуорида 0,80 g/l. Међутим, анализом лековитих својстава, коју је извршио Медицински факултет у Београду — Институт за балнеологију, утврђено је да се ова вода може користити као терапијско средство у лечењу следећих хроничних обољења: упале желуца и жучних путева, песка у мокраћним путевима, стања после хируршког одстрањења камена из жучних и мокраћних путева. Поред тога, веома је ефикасна у погледу брзе надокнаде течности у организму и утољавања осећаја жеђи, због чега се препоручује особама које су изложене повећаним губицима течности, као и онима које се подвргавају контролисаним процедурама мршављења. Иначе, може се користити без ограничења као стона минерална вода.
Ова минерална вода и данас се флашира под називом „Соко“ и продаје као стона освежавајућа угљенокисела вода, а делом се користи и за производњу газираних сокова. Дистрибуира се, углавном, на регионалном тржишту.

### Биљни и животињски свет
На територији општине биљни и животињски свет је врло измењен, деградиран и осиромашен врстама. Тако стање је последица јаких антропогених утицаја у прошлости и садашњости. Главни фактори деградационих утицаја су доста велика и дуготрајна насељеност територије и коришћење пољопривредног земљишта.
И поред значајних геоморфолошких разлика издвојених предеоних целина, општина Варварин је, у целини гледано, првенствено аграрна и густо насељена територија.
Природни биљни свет је, углавном, замењен пољопривредним културама, а преостали део је осиромашен и деградиран. Тиме су, наравно, нестала или поремећена и станишта неких животињских врста које најчешће мигрирају, проређују се или нестају са таквих подручја.
(1) Најгушћа насељеност становништва заступљена је у низијском — равничарском делу Велике Мораве и делимично Западне Мораве. На овом, мањем, делу територије општине налази се 10 већих сеоских насеља, заједно са градом Варварином. У њима је настањено око 72% становништва општине, а природна средина је преобликована у пољопривредно и грађевинско земљиште и утрине сеоских атара.
Само се у узаној алувијалној равни Мораве налазе густе састојине хидрофилних шума, топољака, врбака и ниског шибља. Већином су и исушени меандри, после регулације Мораве, претворени у пољопривредна земљишта, оивичена багремарима. Изузетак је алувијални сектор узводно од Варварина до састава двеју река, који је обрастао ритским шумама и представља зелени појас Велике Мораве, са вештачким језером на Моравишту. На њему је заступљен и богат птичји свет.
(2) Предео пространих заталасаних заравни и платоа Темнића је део ниске Шумадијске пластике. Релативно је мале насељености са 8 мањих и једним већим сеоским насељем (Залоговац), а у тих девет села живи око 19,5% становништва општине. Села су разбијеног типа, свако са више засеока размештених по превојима побрђа и у долинским проширењима речица и потока. И у овом пределу доминантно је учешће пољопривредних површина, али је осетно повећано учешће шумских површина. Овде су пољопривредне културе разноврсније. Поред житарица и поврћа, у већој мери је заступљено воћарство, затим виноградарство, а у новије време врло је популарно гајење јагода, купина и малина због економске рентабилности.
Шумске површине су разбијене у мање појединачне комплексе, енклаве и групе дрвећа, а одржале су се на стрмијим странама потока, на вишим теренима изнад насеља и на истакнутим заобљеним висовима и косама већих нагиба. Најчешће су испрекидане пропланцима са ливадама и пашњацима, па делују мозаично и декоративно. Ово су, углавном, проређене и деградиране изданачке шуме — пањаче које образују ксеротермне заједнице храста сладуна и цера, уз значајно учешће јасена, граба, клена, липе и посебно честих багремових састојина, глога и разних шибљака. Према томе, на овом подручју највише су заступљене пољопривредне културе, које су комбиноване са воћњацима и виноградима. Аутохтона флора и вегетација фрагментарно је заступљена мешовитим листопадним храстово-грабовим деградираним шумама, малим обимом ливада и пашњака и секундарним састојинама багремара.
Овако вегетацијски обликованом пределу, са доминантним уделом пољопривредних култура, умереном насељеношћу, осиромашеним и фрагментарно заступљеним шумским заједницама и пашњацима, прилагођен је и данашњи животињски свет. Он је, такође, проређен врстама и осиромашен бројношћу популација. Од ловних врста највише су заступљени: зец, лисица, јаребица, препелица, фазан, срна и дивља свиња.
(3) У брдско-планинском делу општини Варварин припада узани појас планинског била Јухора до највишег врха (Велики ветрен, 775 m), јужне и југозападне планинске стране које постепено прелазе у ниско побрђе Избенице на југу и на атар Пајковца, до Каленићке реке на југозападу. Ово подручје је скоро ненасељено, а вегетацијски је богато. С обзиром да је планина остатак старог родопског копна, састављена је од палеозојских шкриљаца, гнајсева, микашиста, амфиболита, пешчара и других лискуновитих стена. Зато на њој има доста површинских вода у виду пишталина, слабих извора и поточића који се сабирају у веће потоке, па су планинске стране избраздане дубоко усеченим потоцима и јаругама.
Примарна шумска вегетација на Јухору је храстово-грабова и букова. На планинским развршјима — висовима, превојима и увалама заступљене су компактне високе и богате букове шуме, кроз које су просечени локални јавни и шумски путеви.
На Јухору се налазе и већ позната излетишта Добра вода и Ђурђево брдо, као и већи број извора, од којих су познатији: Змајевица, Добра вода, Николин кладенац, Хајдучки и Тодоров кладенац.
На планинским странама и падинама нижег дела Јухора данас је заступљена ксеротермна вегетација мешовитих шумских заједница, карактеристична за нископланинска подручја Шумадије. Те заједнице овде су флористички разноврсне, али су шуме сечом и деградационим процесима осиромашене, запуштене и зашикарене. У њима преовлађују изданачке (пањаче) храстово-церове и храстово-грабове шумске заједнице, са учешћем јасена, клена, бреста, липе и јове око потока, а на влажнијим деловима заступљена је и богата зељаста и травна вегетација. На нижим деловима падина шумска вегетација је још више деградирана и зашикарена, па су у већем обиму заступљене састојине багрема, глога, шибљака и осиромашених пашњака.
Као и на површима Темнића и на овом делу територије заступљене су, углавном, исте врсте дивљачи, с тим што су овде чешће дивље свиње и срна, јер су на Јухору повољнији природни станишни услови за високу дивљач због компактности шумске вегетације и мање изложености узнемиравању.
На територији општине Варварин постоје два ловишта — „Зеленик“ и „Јухор“. Ловиште „Јухор“ простире се на територијама општина које деле ову планину, а њиме газдује ЈП „Србијашуме“. Ловишту „Зеленик“ припада остали део територије ове општине, са изузетком насељених и других простора који се не сматрају ловним површинама. Ово ловиште има укупну површину од 23.470 ha, од чега 21.500 ha чини ловна површина. У оквиру њега формиран је резерват на површини од 4.700 ha (око 20% укупне површине ловишта). Највећи део ловнопродуктивне површине припада III бонитетном разреду, што упућује на закључак да ово ловиште има средњи ниво квалитета. Станишни услови највише погодују гајењу следећих врста дивљачи: срна, зец, фазан и пољска јаребица. Међутим, на ловнопродуктивним површинама присутни су релативно повољни природни и еколошки услови за егзистенцију и других врста интересантних за лов, као што су: дивља свиња, дивља пловка, дивља гуска, препелица и др.

## Историја
На подручју општине Варварин биле су формиране људске заједнице још у време старчевачке културе. О начину сахрањивања најстаријих становника ових крајева закључујемо на основу некрополе која је откривена у селу Обреж. О Трибалима (Србима) као најстаријим становницима на овим просторима пишу и хеленски историчари Херодот и Тукидит (5. в. п. н. е.).
У другом веку Србија је припала Горњој Мезији, римској провинцији. На трагове Римљана упућује и насеље у селу Маскаре на локацији Бедем, затим темељи римске грађевине типа villa rustica у насељу Бачина, римски суд са дршком украшен рељефом орла са змијом у канxама пронађен у Бошњанима, затим оставе Римског новца у Варварину, оруђа, оружја, ножићи, гривне, остаци путева ... За време Римљана Морава је била пловна све до Ниша, а од римског пута via militaris пут је водио у Италију и Рим, од Параћина преко Стриже, Видова, Мораве код Обрежа, Варварина, Јасике, Дренове и Медвеђе.
У VII в. Словени насељавају ове просторе и признају Византијску власт.
У средњем веку је Левач играо важну улогу у животу српске државе. Краљ Милутин се након десетогодишњег ратовања против Драгутина (1301—1311) на земљишту данашњег Орашја мири са братом и на месту помирења подиже 1321. год. манастир.
Значај Темнића  (Доњи Левач) посебно је порастао када је кнез Лазар узео Крушевац за своју престоницу.
Путни правац Крушевац-Јасика-Бошњане-Маскаре-Варварин-Катун-Обреж-Поточац-Јовац-Јагодина добио је на значају када је деспот Стеван са седиштем прешао у Београд.
Путописац Бертрандон де ла Брокијер, враћајући се 1433. год. са путовања по истоку, идући од Крушевца, прешао је на леву обалу, Западне Мораве и записао да је наишао на веома леп и добро насељен крај.
У легендама се Темнић најчешће везује за кнеза Лазара. О томе поред осталог Фелик Каниц пише: “Брежуљкасто земљиште на другој страни Каленићке реке зове се Темнић, а своје име добило је према предању, тако што је кнез Лазар, обилазећи своје руднике на висовима Јухора, видео тај предео обавијен густом маглом и узвикнуо: – Ала је тамнић”…
Име Варварин помиње се први пут у XV в. Године 1473. за време Ђурђа Бранковића, војсковођа мађарског краља Стигмунда, Јован Марсони, допро је до Сталаћа и Крушевца, разбио турску војску, запалио Крушевац и турску флотилу код Сталаћа и повукао се на просторе око Варварина.
Назив Варварин појављује се у Кочиној Крајини са записима са краја XVIII века.
Село Варварин настало је саставцима Западне и Јужне Мораве и помиње се у XVIII в. као Бела Црква са 8 домова. Ото Фердинад Дубислав племенити Пирх у свом делу “Путовање по Србији године 1829.”, описује место поред реке Мораве са именом Варварин, у коме су куће покривене ћеремидом.
Године 1824. подигнута је црква, коју помиње Јоаким Вујић као Бела Црква.
Почетком XIX в. у време Карађорђа, кнежевина Србија је била подељена у нахије. Варварин и насеља око Варварина припадали су Јагодинској нахији, која је била подељена на Горњи и Доњи Левач.
Буне, устанци и ратови нису мимоилазили овај крај, грађани Темнића учествовали су у њима дајући свој допринос борбама за слободу.
Обор кнез Јевта из Обрежа водио је своје јунаке кроз многе борбе са Турцима у Првом српском устанку. Са својом војском учествује и у боју на Делиграду 1806. године. Његово јунаштво остаје у народном сећању о чему сведоче стихови Вуковог певача гуслара Растка; Симо Милутиновић Сарајлија пева о „левачком кнезу Јевти“ стављајући га међу најзначајније актере битке на Делиграду. Велика победа на Грамади дело је Обор-кнеза Јевте и његових јунака.
Многи Темнићани дају своје животе за слободу. У боју на Каменици 1809. године својом храброшћу нарочито се истиче Стојан Милићевић, син Милића Томића Кнеза ражањске нахије. Сердар и хајдук, неустрашиви јунак Никола Мандрда храбро се борио против Турака. Интересантан је податак да је Мандрда је сам правио пушчани барут. Варварински војвода Стеван Кара јуначки гине пред зидинама Соко града.
У историји Варварина посебно место заузима 1810. година. Те године је извојевана једна од најблиставијих победа Првог српског устанка. У борби код Варварина удружени Срби и Руси победили су 23. септембра три пута бројнију турску војску коју је предводио турски војсковођа Куршид паша. Девет хиљада Срба и три хиљаде Руса предводио је пуковник гроф Јосиф Корнилович Орурк. У то време 1810. год., на варваринском пољу код места “саставци” одиграла се чувена битка измећу Карађорђа и руске војске са једне стране и турске војске коју је Куршид паша покренуо са југа и пошао на Србију. Српску војску је предводио Станоје Главаш, а руску војску гроф Орурк. Победила је српска војска.
Коначно ослобођење наступило је после II српског устанка. Под кнез Милошем ови крајеви-округ Темнић, обухватао је сва села Поморавља, Левач, територију до Крагујевца. У Другом српском устанку Темнићане предводи војвода Милета Радојковић који је имао храбрости да након устанка поведе борбу против самовоље Милоша Обреновића. Милош се Милете бојао, тако да је побуна окончана примирјем.
Касније је округ Темнић подељен на срезове Белички, Темнићки и Левачки са центрима у Јагодини за Белички срез, Варварин за Темнићки и Рековац за Левачки срез.
Напредак читаве области настаје од времена када Варварин постаје среско место. Темнићки срез је имао 43 насеља и 22.506 становника. Једна црква опслуживала је 3.751 становника, а једна школа долазила је на 2.250 житеља. У то време Темнићки срез је имао 10 школа и 6 цркава.
Насеља су се интензивно развијала после ослобађања ових крајева од Турака. Миграцијом је становништво из јужних крајева земље која је била под Турцима, крчећи шуме насељавала ове области.
Становништво се искључиво бавило пољопривредом и сточарством. Занати су се упражњавали само у домену кућних потреба. Са развојем насеља развијале су се и друге потребе, тако да су поред важнијих друмова (према Јагодини и Крагујевцу) отваране механе са шталама за коње, разне трговине у којима су се продавале основне намирнице.
Варварин је као центар среза добио многе установе као: среску управу, суд, нижу гимназију (4 разреда), пошту и др.
Карактеристика насеља у области Темнић је да су она често расељавана и ново формирана. Ова померања вршена су из више разлога. Велике поплаве река Велике и Западне Мораве утицале су на пресељења насеља на сигурније просторе, уједно Мораве су често мењале свој ток. Сва насеља у области Темнић била су на левој обали река, које су чиниле источну границу. Године 1886. приликом велике поплаве, воде Велике Мораве пробиле су ново корито и том приликом уништиле старо село Катун. Већи део становника саградио је своје домове на левој обали реке, а много мањи број остао је у оквиру старог села. 1905. год. Старо село сада на десној обали реке добило је назив Доњи Катун, а новоформирано село на левој обали Горњи Катун.
Остала села Бошњане, Обреж као и село Варварин померена су такође због великих поплава Мораве.
У планинском делу су померена многа насеља, или су се формирала као нова и то: Избеница, Суваја, Мала Крушевица, Средњи и Горњи Крчин и Мареново.
У Балканским ратовима и у Првом светском рату ратницима Темнића командовао је п. пуковник Стојан Поповић из Село Варварина. У тим ратовима изгинуло је преко две хиљаде Темнићана, о чему сведоче дуги спискови изгинулих на црквеним плочама и споменицима широм општине. Моравска дивизија је носила славу Темнића преко Албаније, Кајмакчалана и Брегалнице. Многобројне хумке Варваринаца остају на Зејтинлику, Мачковом камену... Четрдесет Варваринаца је стигло до Солуна, међу њима капетан Долић из Варварина коме је у борби са Бугарима на Турском Ливађу сав шињел изгорео од куршума, Љубисав Чабрић, коњички поручник из Варварина и мајор Душан Додић из Милутовца који је на белом коњу први ушао у Варварин 1918. године.
Привредни развој у међуратном периоду овог подручја текао је врло споро. Становништво се и даље бавило земљорадњом и сточарством на малим поседима.
Послератни развој, после Другог светског рата, општине Варварин карактерише демографски и привредни раст, што представља резултат спонтаних појединачних активности, нарочито активности становништва да се отргне од заосталости. У Варварину је извршена концентрација становништва, привреде и друштвене делатности.
Прослављени оперски певач Мирослав Чангаловић, који се за време Другог светског рата крио у Варварину и певао у Варваринском хору, у намери да се одужи за указано гостопримство 1979. од своје Седмојулске награде поклонио је Народној библиотеци у Варварину 250.000 динара за набавку књига.
Најзначајнији датум у новијој историји Варварина је 30. мај 1999. године када је у недељу на дан верског празника Свете Тројице и велике недељне пијаце, око 13 h и неколико минута, са четири пројектила бомбардован мост на Великој Морави од ваздушних снага НАТО пакта. Приликом бомбардовања погинуло је 10 људи, 17 тешко, а више десетина лакше рањено.

## Културно-историјски споменици
На територији општине Варварин, према досадашњим истраживањима, нема непокретних културних добара од међународног и националног значаја, али постоји велики број разноврсних културних добара регионалног и локалног значаја. Ови остаци објеката градитељске баштине на територији општине заступљени су из свих историјских периода — праисторије, антике, средњег века и новог века.
Праисторијски период
- Ђерђелин — некропола
- Келтски град на Јухору[4]
- Пољанка
- Селиште — праисторијско насеље
- Селиште — некропола
- Горњи Катун — некропола

### Антички период
- Ђерђелин — грађевински материјал из римског периода
- Маскаре — остаци римског утврђења
- Селиште — остаци римске грађевине

### Средњи век
- Бачина — средњовековни надгробни споменици
- Обронци Јухора изнад Пајковца — остаци средњовековног утврђења
- Црква у Орашју
- Виденовац код Избенице — остаци грађевине
- Маскаре — некропола
- Залоговац — стари друм

### Период 16 — 18. века
- Гробља са надгробним споменицима у Залоговцу, Орашју и на Селишту

### Период 19 — 20. века
- Црква Успења Св. Богородице и гробље у Варварину
- Црква Св Јована у Орашју
- Црква Св. Николе у Бачини
- Црква Св. Петке у Пајковцу
- Црква Св. Илије у Обрежу
- Црква Св. Богородице у Карановцу (Доњи Крчин)
- Црква у Парцану
- Капела у Виденовцу код Избенице
- Кнежева воденица — објекат народног градитељства на Каленићкој реци код Варварина

Више споменика и спомен обележја, стављено је одлукама СО Варварин у статус заштите:
- Споменик грофу Орурку (Селиште, на ушћу Западне и Јужне Мораве);
- Споменик Јови Курсули у Варварину;
- Споменици изгинулим у ратовима 1912-1918. у Варварину и Село Варварину, Маскару, Бошњану и Доњем Катуну;
- Споменици изгинулим у НОБ 1941-1945. у Варварину и Село Варварину, Доњем Катуну, Бачини, Орашју, Тољевцу, Карановцу, Малој Крушевици, Парцану и Залоговцу;
- Споменици изгинулим у Првом и Другом светском рату у Село Варварину, Обрежу, Избеници и Доњем Крчину;
- Спомен плоче у Варварину — град, Маскарама, Бошњану, Доњем Катуну, Обрежу, Бачини, Орашју, Церници, Доњем Крчину, Горњем Крчину, Карановцу и Залоговцу;
- Спомен чесме у Обрежу, Карановцу, Малој Крушевици и Парцану;
- Запис (храст у Бошњану).

За разлику од материјалне, традиционална духовна етно-култура на територији општине нешто је боље очувана, посебно у обичајима и фолклору. У граду Варварину се двапут годишње одржавају вашари — 12. јула (Петровдан) и 28. августа (Велика Госпојина). Посебно је значајан августовски вашар, с обзиром да је истог дана слава манастира Каленић и почетак манифестације „Прођох Левач прођох Шумадију“.

## Образовање

### Средња школа Варварин
Средња школа у Варварину са радом је почела 1965. године у оквиру крушевачке Гимназије. Од 1972. године постаје самостална под називом Гимназија Варварин а школске 1977-1978. трансформисана је у Образовни центар, када је реформом школства трансформисана у Образовни центар и уводи усмерено образовање. Велики број трансформација током постојања и рада Средње школе Варварин догађале су се током година. Од 24. септембра 1990. регистрована је као Техничка а од 1. септембра 2005. постаје мешовита школа и мења назив у Средња школа Варварин.
Од оснивања, школа је у потпуности испунила улогу својим радом и залагањем професора на образовању, васпитању и оспособљености техничара, гимназијалаца и радника у више струка, занимања (бравара, металостругара, аутомеханичара, израђивача хемијских производа). Преко 5.000 ученика у овој школи стекло је средње образовање и укључило активно у живот и рад шире друштвене заједнице на простори бивше Југославије и данашње Србије.
Многи од бивших ученика Варваринске Гимназије, наставили су школовање на вишим и високим школама на свим универзитетима у Југославији и Србији, завршили их успешно и данас су познати у јавном и привредном животу и раду. Овако успешни бивши ученици, од којих су многи и успешни у самосталним делатностима, израсли су у квалитетне и вредне људе јер школа увек имала слух за идеје младих и потребе времена у којима су генерације похађале школу, са потребама и жељама ученика, а које су биле у складу са основном васпитно-образовном функцијом школе.
За све образовне профиле и гимназију школа има решење о верификацији, издату од Министарства просвете, која потврђује да потпуно испуњава услове за обављање образовне делатности у погледу школског простора, опреме, наставних средстава, броја радника и довољног броја ученика да остваре наставни план и програм.
Школа тренутно образује ученике у 4 подручна одељења рада, односно 4 образовних профила и то :
- Подручје рада: Машинство и обрада метала:

Машински техничар моторних возила
- Подручје рада : Економија, право и администрација

Образовни профил : Економски техничар
- Гимназија смер: Природно-математички
- Подручје рада: Хемија, неметали и графичарство

Образовни профил: Израђивач хемијских производа

### ОШ "Јован Курсула", Варварин
Према доступној документацији као приватна установа основна школа у Варварину основана је 1839. године, да би после три године 1842. постала државна. Према подацима из 1851. године имала је 77 ученика и то углавном мушке деце, а почетком 20. века, у предратном периоду привредни живот тадашње Србије и развој производње захтевали су ширење школске мреже после Другог светског рата почело се са радом на побољшању квалитета рада у школи кроз уређење школског простора и његове опремљености.
У свом саставу основна школа Јован Курсула има и две четвороразредне школе у Горњем и Доњем Катуну.
У Варварину осмогодишња школа, односно прва осмолетка, израсла је из варваринске Државне непотпуне гимназије спајањем, као и у другим местима тадашње Народне Републике Србије, са Основном школом, одлуком Министарства просвете издатог 21. јула 1950. године. Школске 1950-1951. године од 1. до 4. разреда ученици су похађали ниже разреде осмољетке а у старије разреде тада је уписано 273 ученика, у тада постојећа седам разреда.
Пре почетка рада Осмолетке у Варварину одржан је масовни родитељски састанак посвећен родитељима на коме је дневни ред био „Ауторитет родитељски“ након чега су родитељи упознати са Правилима о владању ученика и Правилником о кажњавању истих, а објављен је и избор 6 представника родитеља у Савет школе. Изабрани су : Мирко Благојевић из варошице Варварин, Живка Павић из села Варварин, Бора Алексић из Доњег Катуна, Душан Веселиновић из Горњег Катуна Бранко Милетић из Маскара и Добросав Петронијевић из Бошњана.
Основна и средња школа у Варварину налазе се у истој згради али је због повећања броја ученика 2018. године надограђен спрат на новом делу зграде школа за које је средства у износу око 54 милиона динара, обезбедили Министарство просвете, науке и технолошког развоја, чиме је добијено још око хиљаду метара квадратних додатног простора за обе школе.
Школске 2020- 2021. године Основну школу Јован Курсула у Варварину и четвороразредним у Горњем и Доњем Катуну похађа 402 ученика у 22 одељења. Из ове школе велики број бивших ученика постизао је врхунске резултате у даљем школовању у средњим школама али и универзитетским центрима Србије. О њиховом успеху говоре и бројни резултати постигнути на такмичењима.
У малом поморавском насељу Варварин, али и у селима која јој припадају, залагањем тадашњих мештана који су желели да им деца буду писмена, сврше високе школе, знањем модернизују пољопривреду Темнићког краја, већ два века брину о образовању младих нараштаја у малим школама великих амбиција, које су и попут основне школе Јован Курсула опредељене да у сваком тренутку у рад унесу новине како би најбоље образовање било доступно ученицима, а квалитет рада омогућило наставницима у средини у којој раде, односно Темнићком крају и општини Варварин.
О томе сведочи и велики број успешних људи који су прва слова научили у школама темнићког краја од првих школа пре два века до данашњих дана а с обзиром да последњих година руководство општине Варварин доста улаже у квалитет образовања у смислу побољшања услова за рад и наредних година генерације које тренутно похађају неку од основних или средњу школу у Варварину, својим знањем допринеће бољем животу грађана Србије и општине Варварин.

### ОШ "Мирко Томић", Обреж
Школство у Обрежу помиње се у оквиру извештаја Јагодинског среза као најопремљенија школа у то време, али о тачној години када је почела са радом до фебруара 2018. године било је доста полемика. До тог датума званично је основана школске 1857 – 1858 године. Према подацима Историјског архива Јагодина који је и издавач књига аутора магистра Добривоја Јовановића „Основне школе у Јагодинском округу 1850. и 1851. до 1890. године“, налази се податак да је за учитеља у Обрежу 13. новембра 1842. године постављен Вуле Јовановић из Карановца.
Деца су ишла у бачинску или варваринску школу све до 24. маја 1847. године када је за учитеља у Обрежу постављен Павле Поповић који је одмах обилазио домаћине како би уписали децу у школу. Имао је укупно тринаест ученика и то четири у млађој категорији, шест средњој и три старијој. У Обрешку школу 1858. године на место учитеља долази богослов из Јасике Миладин Поповић који је имао 13 ученика.
Школа је са радом почела у згради општине, а затим је подигнута школска зграда са две учионице у којој се настава одржавала до 1937. године, када је завршена нова школска зграда чија је изградња почела 1931. године. Ова зграда имала је 6 учионица, 2 канцеларије, подрум, а за учитеља је изграђен стан.
После 23. године, 1960. дограђене су још три учионице, а 1976.  кухиња, трпезарија, магацински простор, канцеларија, санитарни чвор и због повећаног броја деце две учионице, тако да се и данас настава одвија у дограђеној школи из 1937. године, која је последњи пут реновирана 2001. године. Крајем 2019. године на основу конкурса код Канцеларије за јавна улагања Владе Србије одобрена су средства за комплетну реконструкцију и изградњу Балон сале, али је због коронавируса одложена за наредни период.
Школа свој дан обележава 27. јануара на дан српског Светитеља и просветитеља Светог Саве, али највећи проблем и у овој школи је све мањи број ученика. Школске 2016-2017. школа Мирко Томић у Обрежу имала је 188 ученика, наредне 175, 2018-2019 170, 2019-2020. 162 и 2020-2021. 142 ученика.

### ОШ "Свети Сава", Бачина
Бачина је једно од ретких села у коме су мештани још половином 19. века основали школу. Према летопису, држава је школу основала 1842. године али је у овом месту још од 1820. радила приватна основна школа, што је био случај у малом броју градова и већих села у ондашњој Милошевој Србији, што потврђује шест писама тадашњег приватног учитеља Димитрија Стефановића, која се данас налазе у Београду. Када је Бачина добила државну школу у њој су учили ђаци из околних села: Тољевац, Поточац, Карановац, Мареново, Пајковац, Крчин и других околних села.
Прва бачинска школа радила је у кући Жике Марковића, касније код Евгенија Жикића, па у општинску зграду под шиндром, па поново се сели у Матину бачвару, која се налазила у близини и садашње школе, док 1870. године није сазидана нова школа са четири учионице и две помоћне просторије, која је за то време била модерна. У то време школу су похађала само мушка деца и то углавном богатијих родитеља. Прво женско дете уписано у школу била је Косара Поповић 1872. године али се убрзо исписала када су се преселили за Београд. У овој згради деца из Бачине и околних места, знање су стицала до 1970. године када је порушена и на њеном месту саграђена савремена фискултурна сала.
Основна школа у Бачини до 31. јануара 2006. године носила је име бачинца убијеног у Другом светском рату Душана Гавриловића када мења име у Свети Сава. Школа је осмогодишња, а подручна одељења има у селима Орашју, Церници и Избеници.
Након 50 година 2019-2020. године школа је комплетно реконструисана. Потребно је још, како би ученици путем нових технологија стицали нова знања а наставници имали најбоље услове рада, опремити школу новим намештајем и савременом техником.
На дан школе сваког 27. јануара организују се песничка дружења и то је традиција с обзиром да је школска библиотека до пожара 15. маја 2020. године имала преко 400 наслова дечјег програма, али и вредне енциклопедије.
У школи Свети Сава у Бачини школске 2020-2021. године образује се 165 ученика, од којих су 22 у подручним одељењима у Орашју и Избеници. нажалост ове године угашено је подручно одељење Церници.

### ОШ "Драги Макић", Бошњане
Од 1861. године па до 1888. деца из Бошњана основно школско знање стицала су у школи у Маскару да би на Збору мештана села Бошњане 1888. године, одлучено да се тадашњем Министарству просвете и црквених дела, упути молба и дозволи отварање школе у Бошњану са образложењем да се број ђака у оба села знатно повећао и да је потребан још један учитељ.
Преко Начелства, тада округа Јагодинског и среза Темнићког, поменуто министарство је наложило да се одреди лекар и инжењер који ће прегледати приватну кућу Милоша Стевановића, која је у то време имала нешто више простора од других домаћинстава, ради решавања питања привременог објекта за рад школе. Кућа која је као и друге у селу била чакмара, према налазима одређених и послатих стручњака, била је удобна и видна учионица која може да послужи за школу дуже време. Незадовољан ажурношћу Министарства просвете, тадашњи кмет села Милан Мишковић, у име свих сељана, поново се обратио молбом 20. септембра 1888. године, да министар пошаље учитеља.
Већ 1. октобра исте године, одобрено је отварање школе, а 16. октобра стигла је и учитељица, која је радила са децом уписаном у сва четири разреда. Тачних података о броју уписаних ученика за ту годину нема. Према познатим подацима 42-је похађало је школу у Маскару и да је са уписанима у први разред било 50 ученика, али нема података да ли су међу њима биле и девојчице. За то време школски одбор је радио на прорачунима за изградњу нове школе, која је током лета и стављена под кров. Зграда је била од тврдог материјала, имала је две учионице у које је могло да стане по 24 ученика а изграђена су и два стана за учитеље. Почетком школске 1889-1890. после уписа првака школу је похађало 70 ученика. Зграда је подигнута у средини села на малом узвишењу. Током Балканских и Првог светског рата школа није радила, а зграда је претрпела велика оштећења. Рад је обновљен после ослобођења али са мањим бројем ученика него на оснивању 1888. године.
Након Другог светског рада 1956-1957. године прешло се у тадашњој Југославији на обавезно осмогодишње образовање а Народни одбор Општине Варварин дао је сагласност да школа у Бошњану прерасте у осмогодишњу што је довело до проблема са простором тако да се део деце сели у Дом културе а други остаје у старој школској згради што доводи и до проблема са наставним кадром.
У априлу 1971. године завршени су и унутрашњи радови на новој школској згради са осам учионица и наменским просторијама у сутерену школе а званично почиње са радом 9. маја који је и данас Дан школе. У новим просторијама и данас настава се изводи у специјализованим учионицама и кабинетима. На првом спрату изводи се настава за ученике нижих разреда. У приземљу су специјализоване учионице за српски и руски језик, математику, историју, географију, ликовно и музичко васпитање. У сутерену су учионице за биологију и хемију и познавање природе, радионица за опште-техничко и учионица за физику као и канцеларије. Због недостатка простора за физичко васпитање у згради старе школе адаптирана је једна просторија. Школа Драги Макић има и истурено одељење четворогодишње школе у Маскару.
Током година додата је зграда са мокрим чвором, урађено централно грејање а у оквиру школе изграђен је и савремени полигон који се користи за школске активности али и рекреацију мештана села Бошњане.

### ОШ "Херој Мирко Томић", Доњи Крчин
Школа у Доњем Крчину почела је са радом 1864. године и то у приватној згради Тодора Вељковића, где је наставу држао учитељ Мита Милетић све до 1876. године, када је сазидана данашња стара школска зграда. Школа је радила све до 1915. године када су Аустријанци запалили школску зграду и архиву школе. Априла 1967. године направљена је нова монтажна зграда која се користи и данас.
ОШ “Херој Мирко Томић“ из Доњег Крчина у свом саставу има још једну осморазредну школу у Залоговцу и шест четвороразредних школа. Школе похађају ученици из девет месних заједница. Све школе од 2004. године имају санитарни чвор у склопу зграде, а половина и централно грејање. Матична школа је реновирана 2004. године, када је дограђен санитарни чвор, урађена фасада са изолацијом и уведено централно грејање. Комплетна реконструкција исте зграде урађена је 2019. године. У издвојеном осморазредном одељењу у Залоговцу, као и осталим издвојеним одељењима, такође је уложено доста материјалних средстава за централно грејање, санитарне чворове и ПВЦ столарију.
Школу тренутно похађа 162 ученика у 19 одељења. Године 1987. школу су похађала 640 ученика, године 2000. 330 ученика. Школа је у последњих десет година доживела велики напредак у васпитно-образовном процесу, што показују резултати на Завршним испитима ученика осмог разреда, као и на такмичењима ученика из скоро свих предмета. Неколико година заредом резултати на Завршном испиту су међу најбољима, или најбољи, на нивоу Расинског округа.
Сваке године 10-15 ученика учесници су државних првенстава, одакле се често врате са наградама и похвалама. Школа је дала и два државна првака – Душана Милутиновића у атлетици и Уроша Панића из Техничког образовања.
Школу у Доњем Крчину похађали су многи свршени доктори медицине: Миланка Васић, Драгослав Арсић, Марија Милошевић, Немања Арсић, Сузана Максимовић, професор Злата Вељковић, економисти, новинар ТАНЈУГ-а Мирослав Милановић... Село које је дало председника општине Варварин Љубу Васића.
Лист Политика је 1964. године објавио чланак под називом “Село интелектуалаца“. Село које је за време Другог светског рата скривало Јевреје, а међу њима и Ребеку Тајтацек, по коме је дуго била позната улица у Крушевцу Ребекино сокаче, данашња Кумановска улица.

## Политика

### Председници општине Варварин
1. Мија Станковић (СКЈ) - 1957—1965;
2. Драги Симић (СКЈ) - 1965—1966;
3. Чедомир Симић (СКЈ) - 1966—1970;
4. Љубомир Васић (СКЈ) - 1970—1974;
5. Миле Станковић (СКЈ) - 1974—1978;
6. Живојин Јовановић (СКЈ) - 1978—1982;
7. Мирослав Мишковић (СКЈ) - 1982—1986;
8. Милија Милановић (СКЈ) - 1986—1990;
9. Драган Јовановић (СКЈ) - 1990—1991;
10. Ратомир Васић (СПС) - 1991—1996;
11. Драган Чабрић (СПС) - 1996 - 2000;
12. Зоран Миленковић (СПО) - 2000 - 2016;
13. Војкан Павић (СНС) - 2016 - 2020;
14. Виолета Лутовац Ђурђевић (СНС) - 2020 -

## Манифестације

### Културно-уметничке манифестације
"Темнићки натпис"
"Темнићки натпис” једна је од најдуготрајнијих манифестација и заштитни знак темнићког краја. Иницијатива је покренута је 1995. године од стране књижевника Топлице Симића, Бративоја Марковића, Борислава Радосављевића, Никодија Спасића и Ђорђа Петковића. Ово је манифестација коју данас организује Општинска библиотека Варварин, позната и као "Културно лето".
Манифестација “Темнићки натпис” се временом развила у јединствен концепт везан за Варварин који окупља ликовне, књижевне и музичке садржаје. Као такав постоји више од две деценије и током трајања организују се ликовне колоније, књижевне вечери и литерарни конкурси, промоције и различити културно-уметнички програми на летњој сцени у центру вароши.
"Међуокружна смотра фолклорних ансамбала Расинског, Рашког, Моравичког, Поморавског, Шумадијског и Нишавског округа" - Орашје
Прва субота у јуну - Међуокружна смотра сеоских фолклорних ансамбала 6 округа – Расинског, Моравичког, Рашког - од 2019. године Поморавског, Шумадијског, и од 2020. године и Нишавског округа. Организатор манифестације је КУД “Вук Караџић” из Орашја и Месна заједница Орашје, а покровитељ Општина Варварин. КУД “Вук Караџић” основано је 1952. године и тај податак чини га најстаријим друштвом у општини Варварин.
Такмичење се одржава већ 16 година на летњој позорници у Орашју, у дворишту Дома културе. Програм је такмичарског карактера, али почиње ревијалним дефилеом свих учесника. Такмичаре оцењује жири који чине представник Савеза аматера Србије, етнолог и друга стручна лица, која проглашавају победника смотре. Најбоље пласирани одлазе на финалну републичку смотру фолклора у селу Кличевац код Пожаревца.
"Сусрети села општине Варварин"
март - јун - "Сусрети села општине Варварин" су трајнија манифестација општине Варварин, која има вишедеценијску традицију. Њен формат се кроз време мењао, масовност одзива месних заједница, сценски програми и број учесника на сцени. И даље је ово манифестација која окупља најмасовнији број учесника и једна од светлијих тачака када је културно-уметнички живот Србије у питању.
Најконстантнији учесници манифестације су месне заједнице Село Варварин, Орашје, Бачина, Обреж, Бошњане, Горњи Катун и Доњи Катун, Маскаре и Залоговац, а неких ранијих година део манифестације биле су и месне заједнице Тољевац, Доњи Крчин и Избеница. Више представника општине Варварин, као победници манифестације, освајали су награде и признања на регионалним и републичким смотрама.
"На извору крај киселе воде" - Орашје
Прва субота у фебруару - “На извору крај киселе воде” је најстарија манифестација темнићког краја која се сваке године одржава у месној заједници Орашје. Традиционално се одржава сваке године око Светог Саве, у организацији месне заједнице Орашје, КУД “Вук Караџић” из Орашја и Општине Варварин.
Манифестација представља такмичење певача аматера, који нису афирмисани и немају музичка издања. Програм је такмичарског карактера, такмичаре оцењује стручни жири који на крају проглашава победника. У ревијалном делу програма учествује увек КУД “Вук Караџић”. Манифестација је више пута награђивана од стране Општине, Округа и Републике као најстарија манифестација овог типа у Србији.
"Поведи коло делијо" - Бачина
19. септембар - Сабор Преображења Господњег под називом „Поведи коло делијо“ је манифестација која се традиционално организује у Бачини од 2009.године. Организатори манифестације су месна заједница Бачина и КУД “Дејан Милетић” из Бачине, које има традицију пола века постојања (под разним именима), под покровитељством Општине Варварин.
Програм манифестације је ревијалног карактера. У њему учествује културно-уметничко друштво из Бачине као домаћин, и ансамбли из општине и региона који наступају као гости манифестације. Она се традиционално одржава 19. септембра на платоу испред Дома културе у Бачини, када се слави Преображење, што је и сеоска богомоља.
"Моравске вечери" - Варварин
27. и 28. август - “Моравске вечери” су дводневни етно-фестивал који је такође обележио деценију која је скоро за нама, уз 10 јубиларних издања. Културно-уметничком и музичком делу програма манифестације претходи такмичење спортских риболоваца на Морави, као и журка за младе. Финале програма “Моравских вечери” представљају наступи културно-уметничких друштава и познатих извођача народне музике.
Манифестација се традиционално организује крајем августа, уочи Великогоспојинског вашара у Варварину. Сваке године је окупљала велики број љубитеља фолклора, изворне музике и хармонике. Организатори манифестације су месне заједнице Град Варварин и Село Варварин. О атрактивности исте говори да се нашла као део емисије “Са Тамаром у акцији”, која промовише најинтересантније садржаје локалне заједнице.
"Дани Драгића Јоксимовића" - Бачина
17. јул - “Дани Драгића Јоксимовића” су научни скуп који се одржава у Бачини, одакле је овај адвокат родом, и где је основао прву библиотеку у Темнићу. Драгић Јоксимовић је данас запамћен као адвокат који је на судском процесу бранио генерала Дражу Михаиловића. Он јесте припадао Демократској странци до Другог светског рата, и та убеђења задржао, али је због овога пао у немилост комунистичке власти.
На скупу учествују еминентни историчари из Србије, а том приликом се представљају различите публикације, пре свега тематски зборник који се односи на Темнић. Ова манифестација се одржава од 2002.године, ближи се свом јубиларном 20-ом окупљању. Организује се у сарадњи месне заједнице Бачина, Општинске библиотеке Варварин и Општине Варварин, а домаћин је основна школа “Свети Сава” у Бачини.

### Привредно-туристичке манифестације
"ЕТНО ФЕСТИВАЛ" - Варварин
22. септембар - “Етно фестивал” у Варварину је један од најзначајнијих културних догађаја садашње деценије. У јесен 2019. године организован је 10. јубиларни Етно фестивал, у организацији Општине Варварин, који је донео и најмасовнији одзив, као и најширу лепезу садржаја. У време трајања фестивала варош добија сајамски карактер, декорисана је бројним штандовима излагача и учесника, испуњена великим бројем извођача и посетилаца смотре.
Категорије су бројне и разноврсне, могу да буду такмичарског и ревијалног карактера. Неке од њих су за најлепши ручни рад, оригинални вез, најукуснију домаћу трпезу, најлепши српски сто, најбољу домаћу зимницу, домаћи специјалитет сарму, најслађе торте и колаче, најбоља пића, најбољу српску ракију, старе занате и друге категорије. На крају манифестације се проглашава свеукупни победник фестивала.
"Тољевачка купусијада" - Тољевац
септембар - “Тољевачка Купусијада” је манифестација у организацији Удружења грађана “Дисићева традиција Тољевац”, месне заједнице Тољевац и под покровитељством Општине Варварин. Током своја два претходна издања окупила је преко 40 екипа из околних села и градова, али и из Северне Македоније, Бугарске, Италије, Републике Српске.
Главни циљ ове манифестације је очување традиције Темнићког краја, оживљавање српског села, као и промоција природних лепота и туристичких потенцијала Горњег Темнића и овог дела Шумадије. Наравно, исто као и дружење и окупљање, што јој даје посебну ноту. Програм је такмичарског карактера, уз присуство бројних екипа, уз пратећи програм у ревијалном делу, вокалне солисте и ликовну колонију.
"Златна лисица Зеленика" - Пајковац
фебруар - "Златна лисица Зеленика" је манифестација у организацији Ловачког удружења “Јухор” из Варварина. Од 2016. године почетком фебруара месеца, прво у ловишту овог удружења у Бачини, а затим од 2019. године у Пајковцу, организује се лов где ловци из Србије, али и из околних земаља, лове дивљег вепра и предаторе.
За учеснике ове манифестације сваке године се обезбеђују пехари и медаље, као и традиционална ловачка забава.
"Џемијада" - Обреж
јун - Прва џемијада одржана је 2019.године у Обрежу, под именом “Џемијада 2019”. Нажалост 2020. године КОВИД ситуација спречила је да се одмах понови. Организатор обрешке “Џемијаде” је Удружење жена “Јухорске виле”, уз подршку Месне заједнице Обреж, Општине Варварин, и КУД “Коло” из Обрежа. Културно-уметничко друштво је било задужено за ревијални део програма манифестације.
Манифестација је била одржана у дворишту ОШ “Мирко Томић” у Обрежу. За све учеснике “Џемијаде” припремљен је материјал за прављење џема као и сво посуђе, захваљујући великом одазиву спонзора који су подржали манифестацију. Припремљене су и одговарајуће награде, пошто је такмичарског карактера. Џем је продаван по симболичној цени, а сав приход дониран у хуманитарне сврхе.
"Дани бербе грожђа" - Бачина
октобар - “Дани бербе грожђа” су манифестација која је настала као производ успешне сарадње Удружења жена “Лада” и винарије “Бачина вино”. Ове године је одржана по други пут, упркос актуелној ситуацији, уз присуство многобројних гостију из света привреде и културе нашег краја. Присутни су били и гости из Шведске, као и помоћник амбасадора Шведске у Београду Анет Јоргенсен.
Приређују се различите радионице, ове године у оквиру пројекта ”Корак по корак у сусрет будућности нашег краја”. Циљ манифестације је да упозна посетиоце са лепотом и могућностима за привредни и туристички напредак овог краја. Поред тога и да сазнају која су најбоља вина и технологије за њихову производњу. За културно уметнички део програма задужена су културно-уметничка друштва.
"Дани обредног хлеба" - Варварин
децембар - “Дани обредног хлеба” су манифестација којом се свечано отвара Новогодишњи вашар. Прво издање је организовано у просторијама Општинске библиотеке Варварин, а већ следеће у холу Хале спортова СЦ “Темнић”, због масовности учесника. Део програма су пекарски производи, славски колачи, сви обредни хлебови, цветни, новогодишњи и божићни аранжмани, као и радови сликара наиваца.
Учесници могу да представљају различите производе, почев од хлеба, славских колача и посластица, као и рукотворина карактеристичних за новогодишњу и славску трпезу. Од другог издања манифестација има и такмичарски део, који прати стручни жири и додељује награде. За организацију манифестације од 2017.године је задужена Општина Варварин, а за културни део програма ученици Средње школе Варварин.

### Спортско-рекреативне манифестације
"Велики новогодишњи турнир у малом фудбалу - футсалу" - Варварин
децембар - "Велики новогодишњи турнир у малом фудбалу – футсалу", познат и као “Петопарац” организује Спортски центар “Темнић”. Турнир се већ неколико година одржава у сениорској, ветеранској, кадетској и пионирској конкуренцији. Почиње крајем новембра и завршава се у време новогодишњих празника.
Организује се под покровитељством Општине Варварин, у Хали спортова у Варварину. На овој спортској манифестацији учествују бројне екипе из варваринског, крушевачког и параћинског краја. Будући да је такмичарског карактера, на крају турнира се најбољим екипама и појединцима додељују награде.
Меморијални турнир "Драган Томашевић" - Варварин
јануар - Меморијални турнир “Драган Томашевић” носи име полицајца који је пре две деценије, 8. јануара 1999. године, изгубио живот на Косову и Метохији. Турнир се већ девет година сваког јануара одржава у Хали спортова СЦ “Темнић”, у организацији Полицијске станице Варварин.
Турнир окупља бројне екипе припадника полиције, пре свега из Расинског округа. Поред екипе домаћина из ПС Варварин, на турниру учествују и екипе ПС Александровац, ПС Брус, ПС Трстеник, ПС Ћићевац, Полицијске управе Крушевац, Полицијске испоставе Крушевац и других станица.
"Обрешко спортско лето" - Обреж
август - Турнир у малом фудбалу под називом “Обрешко спортско лето” организује се током августа на спортским теренима у месној заједници Обреж. Учествују бројне екипе са територије општине Варварин и околних месних заједница параћинске општине, а такмиче се у категоријама пионира, кадета и сениорској.
Меморијални шаховски турнир "Душан Костић - Коча" - Варварин
Меморијални шаховски турнир под називом “Душан Костић - Коча” је по први пут одржан у просторијама Хале спортова СЦ “Темнић” 2019.године. Шаховски клуб “Темнић” иначе често узима учешће на разним такмичењима и турнирима, а у организацији Општине Варварин одржава се и Божићни шаховски турнир.

## Насељена места
У општини Варварин има 21 насеље, од тога једно градско
- Варварин

и 20 сеоских:
| - Бачина - Бошњане - Варварин село - Горњи Катун - Горњи Крчин | - Доњи Катун - Доњи Крчин - Залоговац - Избеница - Карановац | - Мала Крушевица - Мареново - Маскаре - Обреж - Орашје | - Пајковац - Парцане - Суваја - Тољевац - Церница |

### Демографија
| Демографија | Демографија | Демографија |
| Година      | Становника  | Становника  |
| ----------- | ----------- | ----------- |
| 1948.       | 26.088      |             |
| 1953.       | 26.744      |             |
| 1961.       | 26.423      |             |
| 1971.       | 26.143      |             |
| 1981.       | 25.779      |             |
| 1991.       | 23.821      | 21.917      |
| 2002.       | 20.122      | 23.326      |
| 2011.       | 17.966      |             |

## Градови побратими
- Ползела, Словенија (2018)
- Гарешница, Хрватска
- Равне на Корошкем, Словенија

## Познате личности
- кнез Милета Радојковић
- Кнез Јефта Бркић
- Јован Јанићијевић Бурдуш
- Љубица Јанићијевић
- Драгослав Жикић
- Драгић Јоксимовић
- Хранислав Јоксимовић
- Станоје Саша Анђелковић
- Зоран Баки Анђелковић
- Мирко Томић
- Милан Ј. Радојевић
- Светозар Арсенијевић
- др Мија Миленковић
- др Мирослав Ђорђевић
- Горан Ћеличанин
- Будимир Рајковић Лингер
- Добривоје Стевановић Пеца
- Милутин Мојсиловић
- Мирољуб Милошевић
- Злата Живадиновић
- Драган Матић Жилић
- Милисав Милић Болић
- Данило Мишковић
- Саша Васић
- Срђан Јовановић - Срки Бој
- Горан Ратковић Рале
- Мирослав Мишковић
- Данијел Михајловић
- Вукашин Томић
- Милан Симоновић
- Борка Шубарановић